# Eriopus lorifolius
Eriopus lorifolius là một loài Rêu trong họ Hookeriaceae. Loài này được (Hampe) Paris mô tả khoa học đầu tiên năm 1900.